# Calcio ai Giochi della XXXI Olimpiade - Qualificazioni al torneo femminile
Le qualificazioni alle Olimpiadi 2016 stabiliranno 11 delle 12 partecipanti all'evento, oltre al Brasile che è qualificato d'ufficio in qualità di nazione ospitante.

## AFC

### Primo turno

#### Gruppo A
| Pos. | Squadra   | Pt | G | V | N | P | GF | GS | DR  |
| ---- | --------- | -- | - | - | - | - | -- | -- | --- |
| 1.   | Birmania  | 6  | 2 | 2 | 0 | 0 | 23 | 0  | +23 |
| 2.   | India     | 3  | 2 | 1 | 0 | 1 | 4  | 7  | -3  |
| 3.   | Sri Lanka | 0  | 2 | 0 | 0 | 2 | 0  | 20 | -20 |
| 4.   | Bahrein   | 0  | 0 | 0 | 0 | 0 | 0  | 0  | 0   |

#### Gruppo B
| Pos. | Squadra    | Pt | G | V | N | P | GF | GS | DR  |
| ---- | ---------- | -- | - | - | - | - | -- | -- | --- |
| 1.   | Giordania  | 9  | 3 | 3 | 0 | 0 | 9  | 0  | +9  |
| 2.   | Uzbekistan | 6  | 3 | 2 | 0 | 1 | 7  | 2  | +5  |
| 3.   | Hong Kong  | 1  | 3 | 0 | 1 | 2 | 2  | 4  | -2  |
| 4.   | Palestina  | 1  | 3 | 0 | 1 | 2 | 2  | 14 | -12 |

#### Gruppo C
| Pos. | Squadra       | Pt | G | V | N | P | GF | GS | DR |
| ---- | ------------- | -- | - | - | - | - | -- | -- | -- |
| 1.   | Taipei cinese | 6  | 2 | 2 | 0 | 0 | 5  | 0  | +5 |
| 2.   | Iran          | 3  | 2 | 1 | 0 | 1 | 5  | 2  | +3 |
| 3.   | Laos          | 0  | 2 | 0 | 0 | 2 | 1  | 9  | -8 |

### Secondo turno
| Pos. | Squadra       | Pt | G | V | N | P | GF | GS | DR |
| ---- | ------------- | -- | - | - | - | - | -- | -- | -- |
| 1.   | Vietnam       | 9  | 4 | 3 | 0 | 1 | 8  | 4  | +4 |
| 2.   | Taipei cinese | 7  | 4 | 2 | 1 | 1 | 5  | 3  | +2 |
| 3.   | Thailandia    | 7  | 4 | 2 | 1 | 1 | 3  | 3  | 0  |
| 4.   | Birmania      | 6  | 4 | 2 | 0 | 2 | 8  | 7  | +1 |
| 5.   | Giordania     | 0  | 4 | 0 | 0 | 4 | 1  | 8  | -7 |

### Terzo turno
| Pos. | Squadra        | Pt | G | V | N | P | GF | GS | DR  |
| ---- | -------------- | -- | - | - | - | - | -- | -- | --- |
| 1.   | Australia      | 13 | 5 | 4 | 1 | 0 | 17 | 3  | +14 |
| 2.   | Cina           | 11 | 5 | 3 | 2 | 0 | 7  | 3  | +4  |
| 3.   | Giappone       | 7  | 5 | 2 | 1 | 2 | 10 | 7  | +3  |
| 4.   | Corea del Sud  | 5  | 5 | 1 | 2 | 2 | 6  | 5  | +1  |
| 5.   | Corea del Nord | 5  | 5 | 1 | 2 | 2 | 4  | 5  | -1  |
| 6.   | Vietnam        | 0  | 5 | 0 | 0 | 5 | 1  | 22 | -21 |

## CAF

### Primo turno
| Squadra 1     | Totale | Squadra 2 | Andata | Ritorno |
| ------------- | ------ | --------- | ------ | ------- |
| Guinea-Bissau | -      | Liberia   | -      | -       |
| Gabon         | -      | Libia     | -      | -       |

### Secondo turno
| Squadra 1      | Totale      | Squadra 2          | Andata | Ritorno |
| -------------- | ----------- | ------------------ | ------ | ------- |
| Liberia        | -           | Camerun            | -      | -       |
| Egitto         | 1 - 4       | Ghana              | 1 - 1  | 0 - 3   |
| Costa d'Avorio | -           | Tunisia            | -      | -       |
| Zambia         | 2 - 2 (gfc) | Zimbabwe           | 2 - 1  | 0 - 1   |
| Gabon          | 2 - 8       | Sudafrica          | 2 - 3  | 0 - 5   |
| Botswana       | 2 - 2 (gfc) | Kenya              | 2 - 1  | 0 - 1   |
| Nigeria        | -           | Mali               | -      | -       |
| Rep. del Congo | 0 - 7       | Guinea Equatoriale | 0 - 3  | 0 - 4   |

### Terzo turno
| Squadra 1      | Totale      | Squadra 2          | Andata | Ritorno |
| -------------- | ----------- | ------------------ | ------ | ------- |
| Camerun        | 3 - 3 (gfc) | Ghana              | 1 - 1  | 2 - 2   |
| Costa d'Avorio | -           | Zimbabwe           | -      | -       |
| Sudafrica      | 2 - 0       | Kenya              | 1 - 0  | 1 - 0   |
| Nigeria        | 2 - 3 (dts) | Guinea Equatoriale | 1 - 1  | 1 - 2   |

### Quarto turno
| Squadra 1 | Totale      | Squadra 2          | Andata | Ritorno |
| --------- | ----------- | ------------------ | ------ | ------- |
| Camerun   | 2 - 2 (gfc) | Zimbabwe           | 2 - 1  | 0 - 1   |
| Sudafrica | 1 - 0       | Guinea Equatoriale | 0 - 0  | 1 - 0   |

## CONCACAF

### Gruppo A
| Pos. | Squadra     | Pt | G | V | N | P | GF | GS | DR  |
| ---- | ----------- | -- | - | - | - | - | -- | -- | --- |
| 1.   | Stati Uniti | 9  | 3 | 3 | 0 | 0 | 16 | 0  | +16 |
| 2.   | Costa Rica  | 6  | 3 | 2 | 0 | 1 | 11 | 6  | +5  |
| 3.   | Messico     | 3  | 3 | 1 | 0 | 2 | 7  | 3  | +4  |
| 4.   | Porto Rico  | 0  | 3 | 0 | 0 | 3 | 0  | 25 | -25 |

### Gruppo B
| Pos. | Squadra           | Pt | G | V | N | P | GF | GS | DR  |
| ---- | ----------------- | -- | - | - | - | - | -- | -- | --- |
| 1.   | Canada            | 9  | 3 | 3 | 0 | 0 | 21 | 0  | +21 |
| 2.   | Trinidad e Tobago | 6  | 3 | 2 | 0 | 1 | 7  | 8  | -1  |
| 3.   | Guyana            | 3  | 3 | 1 | 0 | 2 | 3  | 11 | -8  |
| 4.   | Guatemala         | 0  | 3 | 0 | 0 | 3 | 2  | 14 | -12 |

### Fase finale
|  | Semifinali        | Semifinali        | Semifinali  |             |        | Finale | Finale | Finale |  |
|  |                   |                   |             |             |        |        |        |        |  |
|  | Canada            | Canada            | 3           |             |        |        |        |        |  |
|  | Canada            | Canada            | 3           |             |        |        |        |        |  |
|  | Costa Rica        | Costa Rica        | 1           |             |        |        |        |        |  |
|  | Costa Rica        | Costa Rica        | 1           |             | Canada | Canada | 0      |        |  |
|  |                   |                   |             |             | Canada | Canada | 0      |        |  |
|  |                   |                   | Stati Uniti | Stati Uniti | 2      |        |        |        |  |
|  | Stati Uniti       | Stati Uniti       | Stati Uniti | Stati Uniti | 2      | 5      |        |        |  |
|  | Stati Uniti       | Stati Uniti       |             |             |        |        |        |        |  |
|  | Trinidad e Tobago | Trinidad e Tobago | 0           |             |        |        |        |        |  |

## CONMEBOL
| Pos. | Squadra   | Pt | G | V | N | P | GF | GS | DR  |
| ---- | --------- | -- | - | - | - | - | -- | -- | --- |
| 1.   | Brasile   | 7  | 3 | 2 | 1 | 0 | 10 | 0  | +10 |
| 2.   | Colombia  | 5  | 3 | 1 | 2 | 0 | 2  | 1  | +1  |
| 3.   | Ecuador   | 3  | 3 | 1 | 0 | 2 | 4  | 8  | -4  |
| 4.   | Argentina | 1  | 3 | 0 | 1 | 2 | 2  | 9  | -7  |

## OFC
| Squadra 1          | Totale | Squadra 2     | Andata | Ritorno    |
| ------------------ | ------ | ------------- | ------ | ---------- |
| Papua Nuova Guinea | 1 - 7  | Nuova Zelanda | 1 - 7  | Cancellata |

## UEFA
| Pos. | Squadra     | Pt | G | V | N | P | GF | GS | DR |
| ---- | ----------- | -- | - | - | - | - | -- | -- | -- |
| 1.   | Svezia      | 7  | 3 | 2 | 1 | 0 | 3  | 1  | +2 |
| 2.   | Paesi Bassi | 4  | 3 | 1 | 1 | 1 | 6  | 8  | -2 |
| 3.   | Svizzera    | 3  | 3 | 1 | 0 | 2 | 5  | 6  | -1 |
| 4.   | Norvegia    | 3  | 3 | 1 | 0 | 2 | 5  | 4  | +1 |

## Squadre qualificate
| Torneo di qualificazione                                                       | Date                       | Luogo              | Posti | Qualificate   |
| ------------------------------------------------------------------------------ | -------------------------- | ------------------ | ----- | ------------- |
| Paese ospitante                                                                | 2 ottobre 2009             | Danimarca          | 1     | Brasile       |
| Copa América Femenina                                                          | 11 – 28 settembre 2014     | Ecuador            | 1     | Colombia      |
| Campionato mondiale femminile di calcio 2015 (ammesse solo formazioni europee) | 6 giugno – 5 luglio 2015   | Canada             | 2     | Francia       |
| Campionato mondiale femminile di calcio 2015 (ammesse solo formazioni europee) | 6 giugno – 5 luglio 2015   | Canada             | 2     | Germania      |
| Torneo preolimpico femminile CAF 2015                                          | 2 – 18 ottobre 2015        | Più paesi          | 2     | Sudafrica     |
| Torneo preolimpico femminile CAF 2015                                          | 2 – 18 ottobre 2015        | Più paesi          | 2     | Zimbabwe      |
| Torneo preolimpico femminile OFC 2016                                          | 23 gennaio 2016            | Papua Nuova Guinea | 1     | Nuova Zelanda |
| Torneo preolimpico femminile CONCACAF 2016                                     | 10 – 21 febbraio 2016      | Stati Uniti        | 2     | Canada        |
| Torneo preolimpico femminile CONCACAF 2016                                     | 10 – 21 febbraio 2016      | Stati Uniti        | 2     | Stati Uniti   |
| Torneo preolimpico femminile AFC 2016                                          | 29 febbraio – 9 marzo 2016 | Giappone           | 2     | Australia     |
| Torneo preolimpico femminile AFC 2016                                          | 29 febbraio – 9 marzo 2016 | Giappone           | 2     | Cina          |
| Torneo preolimpico femminile UEFA 2016                                         | 2 – 9 marzo 2016           | Paesi Bassi        | 1     | Svezia        |
| Totale                                                                         |                            |                    | 12    |               |